# Bargi Mata
Bargi Mata é um distrito da província de Nurestan, no Afeganistão.